# Lhotka (Tisová)
Lhotka je část obce Tisová v okrese Tachov v Plzeňském kraji. Leží přibližně dva kilometry severně od Tisové. V roce 2011 zde trvale žilo 36 obyvatel. Místní část Lhotka (500 metrů) se nachází sedm kilometrů východně od města Tachova, v oblasti převážně zemědělského charakteru. Část obce se nachází severně asi dva kilometry od obce Tisová v blízkosti Lihovarského rybníka.

## Historie
První písemná zmínka o vesnici pochází z roku 1374.

## Obyvatelstvo
| Rok            | 1869 | 1880 | 1890 | 1900 | 1910 | 1921 | 1930 | 1950 | 1961 | 1970 | 1980 | 1991 | 2001 | 2011 | 2021 |
| -------------- | ---- | ---- | ---- | ---- | ---- | ---- | ---- | ---- | ---- | ---- | ---- | ---- | ---- | ---- | ---- |
| Počet obyvatel | 202  | 186  | 195  | 220  | 206  | 208  | 215  | 98   | 75   | 77   | 44   | 29   | 27   | 36   | 62   |
| Počet domů     | 32   | 33   | 33   | 33   | 37   | 41   | 43   | 35   | 35   | 17   | 14   | 14   | 15   | 17   | 22   |

## Obecní správa
Při sčítání lidu v letech 1850–1959 Lhotka byla osadou obce Kumpolec, se kterým patřila nejprve do okresu Planá, ale od roku 1950 v okrese Tachov. V letech 1960–1979 byla částí obce Tisová v okrese Tachov. Od 1. ledna 1980 do 23. listopadu 1990 byla částí obce Staré Sedliště v okrese Tachov. Od 24. listopadu 1990 je opět částí obce Tisová v okrese Tachov.

## Doprava
Lhotka nemá dopravní obslužnost a neprochází tudy žádný autobusový ani vlakový spoj veřejné dopravy. Nejbližší autobusová stanice se nachází v Tisové.

## Pamětihodnosti
- Zámek Lhotka - kulturní památka, objekt je v havarijním stavu

## Galerie

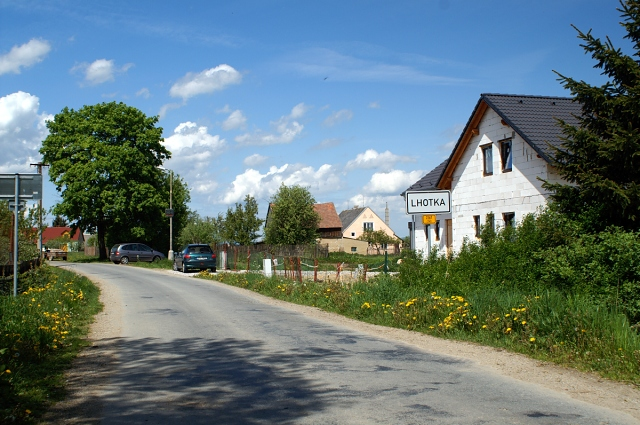
Pohled na Lhotku 2
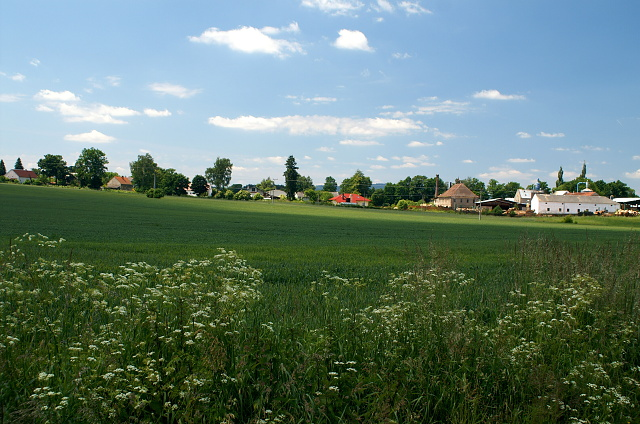
Pohled na Lhotku 3